# Cosmosoma avilae
Cosmosoma avilae là một loài bướm đêm thuộc phân họ Arctiinae, họ Erebidae.